# Monbalen
Monbalen är en kommun i departementet Lot-et-Garonne i regionen Nouvelle-Aquitaine i sydvästra Frankrike. Kommunen ligger i kantonen Laroque-Timbaut som tillhör arrondissementet Agen. År 2022 hade Monbalen 449 invånare.

## Befolkningsutveckling
Antalet invånare i kommunen Monbalen
| Referens: INSEE |